# توماس إدوارد جيل
توماس إدوارد جيل (بالإنجليزية: Thomas Edward Gill) هو قسيس أمريكي، ولد في 18 مارس 1908، وتوفي في 11 نوفمبر 1973.